# 智慧卡

一般交通票證卡觸碰即走方式圖解

，又稱集成电路卡或IC卡（英語：Integrated Circuit Card）。是指粘贴或嵌有集成电路芯片的一种便携式卡片塑膠。卡片包含了微處理器、I/O介面及記憶體，提供了資料的運算、存取控制及儲存資料功能，卡片的大小、接點定義目前是由ISO規範統一，主要規範在ISO 7810中。常见的有电话IC卡、身份IC卡，以及一些信用卡，交通票證和存储卡。

## 历史
智慧卡是一種外形與信用卡一樣，卡上含有一個符合ISO標準的積體電路晶片卡片，又稱“積體電路卡”、智慧卡，英文名稱“Integrated Circuit Card”或“Smart card”。
最先申請智慧卡發明專利的是德國（西德）科學家赫爾穆特·格羅特魯普。1967年2月，格羅特魯普提出了將集成電路晶片整合到塑膠載體上的構想，並在西德申請了代號DE1574074的專利 ，這是以半導體器件為基礎的防篡改以及安全識別開關。與此同時又申請了代號為DE1574075的專利，這項專利體現了透過感應耦合進行的非接觸通訊，這項專利成為了近場通訊 (NFC) 和無線射頻識別 (RFID) 技術的基礎。德國專利商標局承認這些專利申請為智能卡的發明。
法國人罗兰·莫雷诺也於1974年開發了將具有存儲加密及數據處理能力的積體電路晶片模組封裝於和信用卡尺寸一樣大小的塑膠片基中，便構成了IC卡。法国布爾電腦公司于1976年首先制成IC卡产品，并开始应用在各个领域。

## 组成
- 基片：ABS、PVC、PET、PC，现在多为聚氯乙烯材质，也有塑料或是纸製
- 接触面：金属材质，一般为铜制薄片，集成电路的输入输出端连结到大的接触面上，这样便于读写器的操作，大的接触面也有助于延长卡片使用寿命；触点一般有8个（C1 C2 C3 C4 C5 C6 C7 C8, C4和C8设计为将来保留用），但由于历史原因有的智能卡设计成6个触点（C1 C2 C3 C5 C6 C7）。另外，C6原来设计为對EEPROM供电，但因後來EEPROM所需的程式電壓（Programming Voltage）由晶片內直接控制，所以C6通常也就不再使用了。
- 集成芯片：通常非常薄，在0.5mm以内，直径大约1/4厘米，一般成圆形，方形的也有，内部芯片一般有CPU、RAM、ROM、EPROM。

## 参数
智能卡与IRD电压分别有3V, 5V ±10%，即2.7V至5.5V。GSM智能卡也是5V，但手机内部其他部件都是3V，所以和智能卡有个额外的电压转换部件。

## 分類

### 依電源分類
- 主動卡（Active card）-內含供電裝置（電池），甚至有螢幕、鍵盤。
- 被動卡（Passive card）-由外部提供電源。

### 依資料傳輸方式分類
- 接觸式（Contact card）讀寫需要IO線路接觸。
- 非接觸式（Contactless card）使用射頻、紅外線、感應電動勢、非IO線路接觸，（非接觸技術類似RFID技術）。
- 混合式（Hybrid-card或Combi-card）同時擁有接觸與非接觸介面。

## 主要應用
- 身分辨識-運用內含微電腦系統對資料進行數學運算，確認其唯一性。
- 點數計算-內建計數器（counter）替代成貨幣、紅利點數、等，數字型的資料。

## 運作
卡片內部運作除了硬體之外還有其軟體，通常會需要一個核心COS（Chip Operating System）提供服務，其內部軟體系統架構如下：硬體→ COS → AP（Application）
有些COS可以提供Java語言的服務，產生一個分支稱為Java Card。Visa國際組織因此利用Java語言，發展出Visa OpenPlatform之卡片，後來則改稱為Global Platform。MasterCard國際組織則支持另一個MULTOS（MULTti Operating System）平台。不管是Global Platform或是MULTOS，應用服務提供者可以隨時在此兩者平台上開發新的應用程式單元（Applet）去執行特定的功能，不必再經過Mask開發之過程，大大減少了開發的費用與時間。

## 芯片提供商
參考廠商：
1. NXP Semiconductor
2. ATMEL
3. MicroChip
4. Infineon
5. STMicroelectronics
6. Samsung Electronics

## 相关标准
- ISO 7816（接触式智能卡，规定了规格／电气特性／通讯协议／部件等各方面）
- ISO/IEC 14443（非接触式智能卡）

## 外部連結
- IC智慧卡（Smart Card）的卡片種類
- [ http://infinitepays.com/行业动态/?lang=zh-hansEMV （页面存档备份，存于） 芯片卡的基本介绍]